# Język sunum
Język sunum, także yamna – język austronezyjski używany w prowincji Papua w Indonezji (dystrykt Pantai Timur, kabupaten Sarmi).
Według danych z 2005 roku posługuje się nim 560 osób. Jego użytkownicy zamieszkują wyspę Nirumoar oraz rejon nadbrzeżny Nowej Gwinei.
Zagrożony wymarciem, jego znajomość ogranicza się do osób w podeszłym wieku. W użyciu są również języki malajski papuaski i indonezyjski.